# 크리스토퍼 매캔들리스
크리스토퍼 매캔들리스(영어: Christopher McCandless, 1968년 2월 12일 ~ 1992년 8월경)는 미국의 하이커였다. 1996년 존 크라카우어의 논픽션 책 《인투 더 와일드》의 주인공으로 잘 알려져 있으며, 이 책은 나중에 장편 영화화되었다.
매캔들리스는 1990년 대학을 졸업한 후 북아메리카 대륙을 가로질러 1992년 4월에 알래스카로 히치하이킹을 했다. 그곳에서 그는 최소한의 보급품으로 스탬피드 트레일로 알려진 오래된 채굴길을 따라 땅에서 간단히 살기를 희망했다. 9월, 무게가 30kg (67 파운드)에 불과한 매캔들리스의 시체는 개조된 버스인 페어뱅크스 버스 142에서 사냥꾼에 의해 발견되었다. 페어뱅크스 버스 142는 수샤나 강의 동쪽 부두에 있는 스탬피드 트레일을 따라 대피소로 사용되었다. 그의 공식적 사인은 기아이지만, 정확한 원인은 논란거리로 남아 있다.

## 같이 보기
- 괴혈병
- 생존주의
- 티머시 트레드웰
- 시어도어 카진스키